# El secreto de la familia
El secreto de la familia (en sueco: Familjens hemlighet) es una película sueca de comedia de 1936 dirigida por Gustaf Molander y protagonizada por Olof Winnerstrand, Karin Swanström y Erik 'Bullen' Berglund. Está basada en la obra teatral francesa de 1903 Le Secret de Polichinelle escrita por Pierre Wolff. Ese mismo año se produjo también una adaptación cinematográfica francesa de la obra. La película se estrenó en Gotemburgo en diciembre de 1936.
Los decorados de la película fueron diseñados por el director artístico Arne Åkermark.

## Sinopsis
Una familia de clase media, que está planeando un matrimonio concertado para su hijo adulto con una rica heredera, se lleva una gran sorpresa al descubrir que no solo ya está comprometido, sino que su prometida ya les ha dado un nieto de tres años.

## Reparto
- Olof Winnerstrand como Arvid Ekman.
- Karin Swanström como Lillie Ekman.
- Erik 'Bullen' Berglund]como John Hessler.
- Birgit Tengroth como Margit Berg.
- Kotti Chave como Arne Ekman.
- Hjördis Petterson como Ellen Winkler.
- Gösta Bernhard como Olle.
- Wiktor Andersson como Ordenanza.
- Ingrid Borthen como Marianne Winkler, hija de Ellen.
- John Botvid como Primer oficial.
- Greta Ericson como Gullan, amiga de Margit en el trabajo.
- Jullan Jonsson como Emma, criada de Hessler.
- Ka Nerell como Greta, niñera.
- Ruth Weijden como Maria, criada de los Ekman.